# Ernie-C
Ernest Cunnigan, plus connu sous le pseudonyme de Ernie-C, est un guitariste et producteur américain membre du groupe Body Count. Il a grandi à Compton, dans la banlieue de Los Angeles, et s'est lié d'amitié avec le rappeur Ice-T durant leurs années de lycée. C'est avec ce dernier qu'il va cofonder Body Count, qui connaitra un grand succès au cours des années 1990, notamment grâce à l'album Cop Killer et sa chanson éponyme qui suscita une vive polémique.
Il est surnommé « Doigts d'Or » en raison de ses qualités techniques à la guitare, agrémentant de nombreux solo les morceaux de Body Count, ce qui est plutôt rare dans le milieu rap/hardcore.
Il officie par ailleurs en tant que producteur, en sortant des démos pour des groupes tels que Stone Temple Pilots ou Rage Against the Machine. Il a également produit l'album Forbidden de Black Sabbath.

## Matériel
- Guitares Fernandes
- Amplis Mesa Boogie, Marshall ou encore Peavey.